# Eagle (hrabstwo Waukesha)
Eagle – miasto w Stanach Zjednoczonych, w stanie Wisconsin, w hrabstwie Waukesha.